# Alpaida sooretama
Espèce
Alpaida sooretama est une espèce d'araignées aranéomorphes de la famille des Araneidae.

## Distribution
Cette espèce est endémique d'Espírito Santo au Brésil,. Elle se rencontre vers Sooretama.

## Description
La femelle holotype mesure 8,2 mm, les femelles mesurent de 7,2 à 8,2 mm.

## Systématique et taxinomie
Cette espèce a été décrite par Baptista, Castanheira et do Prado en 2025.

## Étymologie
Son nom d'espèce lui a été donné en référence au lieu de sa découverte, Sooretama.

## Publication originale
- Baptista, Castanheira, Schinelli, Oliveira, Wermelinger-Moreira, Assuncao-Oliveira & Prado, 2025 : « Ten new species of the orb-weaving spider genus Alpaida O. Pickard-Cambridge, 1889 (Araneae: Araneidae) from southeast Brazil. » Arachnology, vol. 20, no 1, p. 80-89.